# Economia del Kirguizstan

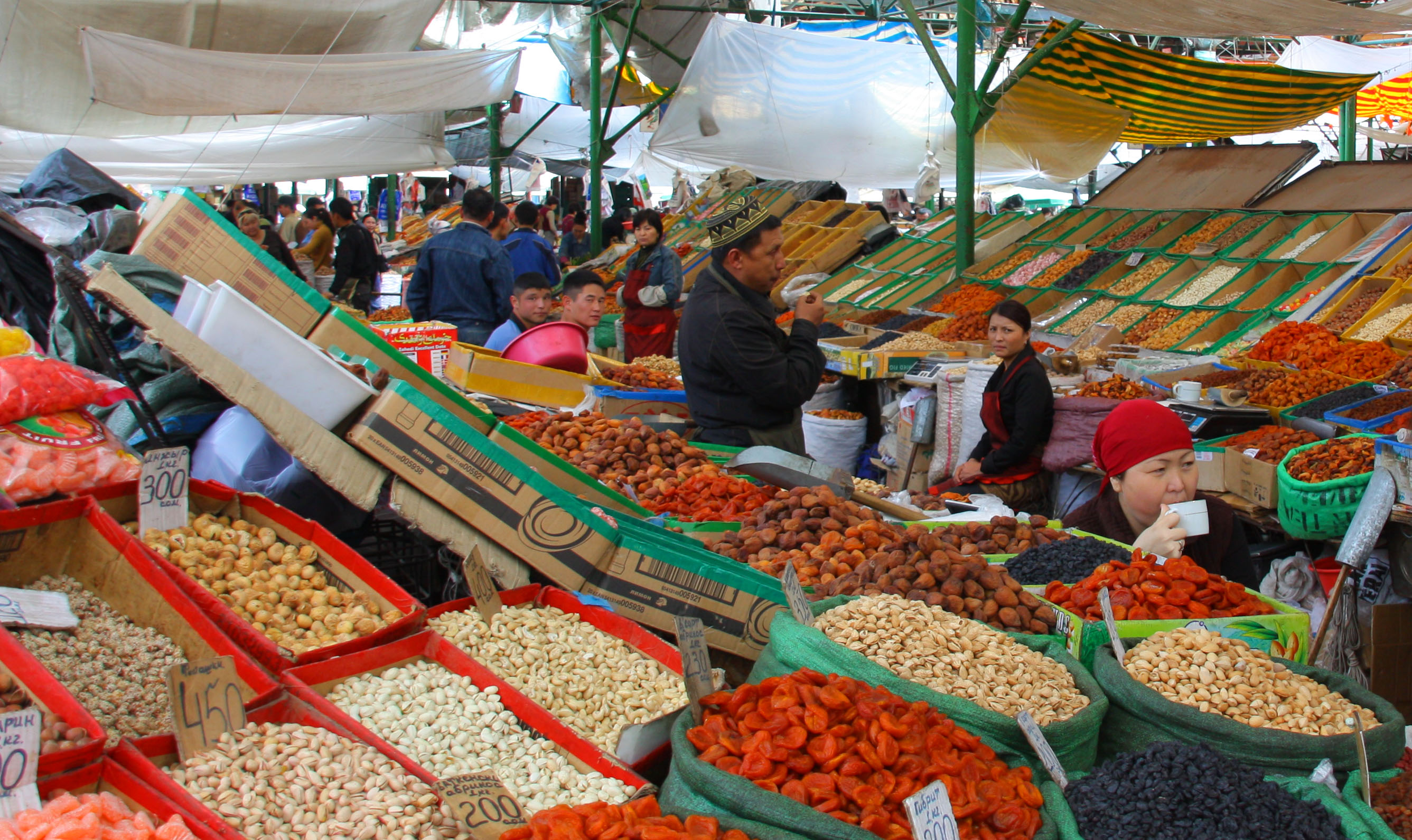
Mercat a Bishkek.

L'agricultura i la ramaderia van ser predominants en l'economia del Kirguizstan fins que la industrialització promoguda per successius governs soviètics va modificar l'estructura econòmica en gairebé tots els antics territoris de la Unió Soviètica. Malgrat tot, l'agricultura i la ramaderia constitueixen més de la meitat de l'ocupació de la població activa, i al voltant d'un 40 per cent del PIB. A tot el país, especialment a les zones accidentades, es dona especialment la ramaderia (ovellas, cavalls i bovins).
A les zones més baixes i planes, existeix un fort sector agrícola del cotó, tabac, i fruites, resultats d'una irrigació extensiva. També es conreen seda i flor d'opi.
Actualment, més del 20 per cent del PIB del Kirguizstan prové del sector industrial, especialment relacionat amb el gran potencial miner de les seves terres. L'extracció minera d'or, carbó, antimoni i urani, entre d'altres, ha suposat un important esperó per a la ràpida industrialització, si bé no ha estat exempt de polèmica per motius ambientals o relacionats amb la corrupció, com és el cas de la mina d'or de Kumtor.
El govern va fer un gran esforç per reduir el dèficit fiscal, que gairebé va arribar a zero el 2006, abans d'un fort augment de les despeses entre 2007-2008.